# Phymatoceros bulbiculosus
Phymatoceros bulbiculosus és una espècie de planta no vascular que pertany a la divisió de les antocerotes de la família de les Phymatocerotaceae.
Presenta cloroplasts solitaris en les cèl·lules joves epidèrmiques, tret que comparteix amb els altres membres de les Antocerotes. Es distingeix d'Anthoceros perquè el tal·lus presenta petites tuberacions en forma d'estípit. Les espores són de color groc durant els primers estadis però ennegreixen al madurar. És una espècie dioica, a diferència de la majoria de les Antocerotes. Els espècimens femenins són més grans que els masculins. Habita sòls minerals nus temporalment molls. Present a la península Ibèrica, Oregon, les Açores i Brasil. Als Països Catalans ha estat citada a l'Alt Empordà, Barcelonès, Montnegre, Montseny, Baix Llobregat, l'Horta de València i Mallorca.

## Sinònims
Phymatoceros bulbiculosus (Brot.) Stotler, W.T.Doyle & Crand.-Stotl. és un nom publicat l'any 2005. Amb anterioritat es situava dins del gènere Phaeoceros amb el nom Phaeoceros bulbiculosus (Brot.) Prosk.